# Religión universal

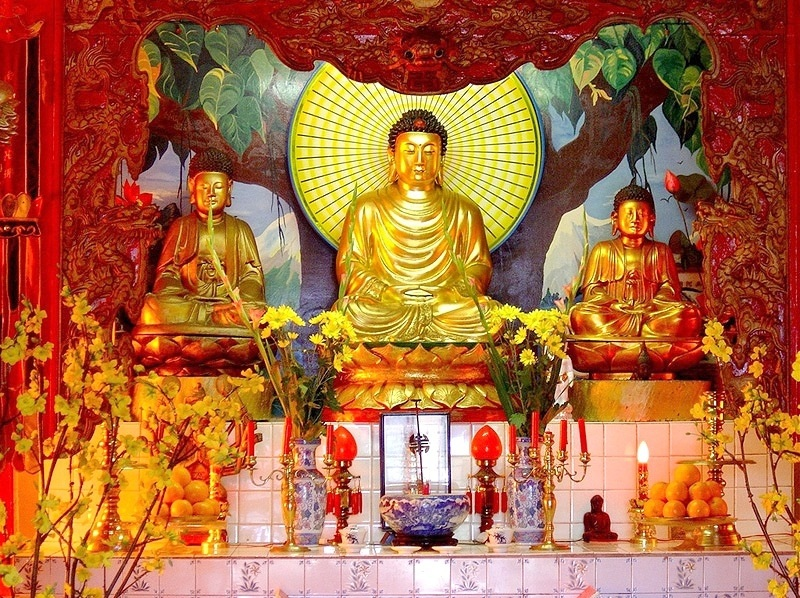
El budismo, una de las primeras religiones universales de la historia.

Una religión universal es un credo religioso que está abierto a todos los seres humanos del mundo indiferentemente de su origen étnico, cultural, racial, nacional, geográfico o político, a diferencia de una religión étnica que generalmente está circunscrita a un grupo étnico específico. Los mejores ejemplos de religiones universales son el cristianismo, el islam y el budismo, que son religiones mayoritarias en muchos países diferentes y practicadas por muy diferentes pueblos, naciones y grupos étnicos.
En la antigüedad, casi todas las religiones eran étnicas y generalmente cada pueblo antiguo tenía sus propias creencias y dioses, o un pacto con un dios nacional específico (henoteísmo) como el pueblo hebreo. Casos excepcionales fueron los romanos que adoptaron la religión de los griegos, aunque latinizada. 

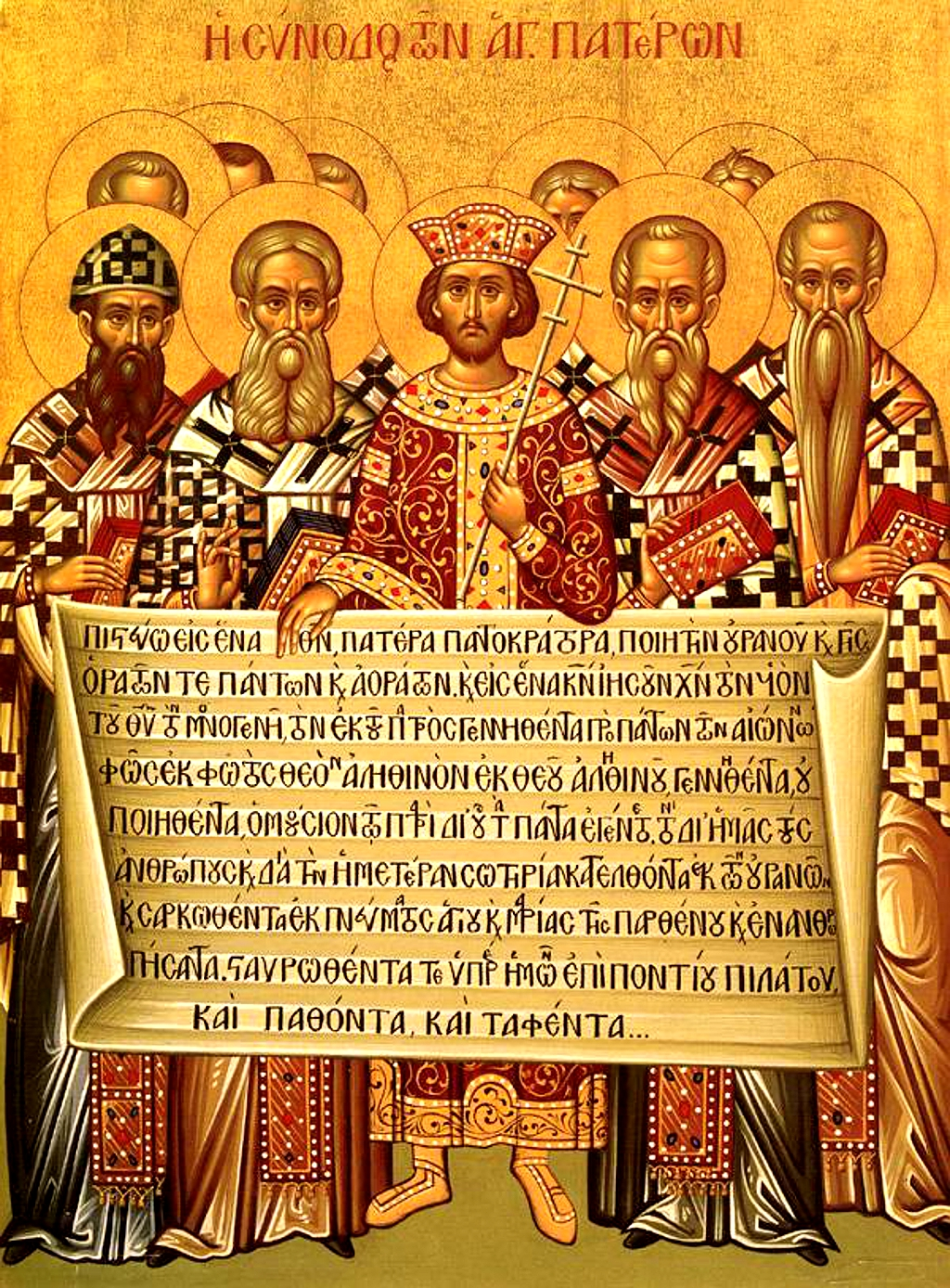
El Emperador Constantino durante el Concilio Niceno.

El concepto de religiones universales es nuevo, una de las primeras fue el cristianismo que, en sus orígenes, muchos cristianos pensaban que era una religión propia del pueblo judío y que era requisito ser judío y seguir las normas religiosas judías, para ser cristiano. Fue principalmente San Pablo el que comenzó a predicar que los gentiles también podían convertirse al cristianismo sin necesidad de seguir las costumbres judías (por ejemplo, no comer cerdo, circuncidarse, etc.). El cristianismo comenzó a popularizarse cada vez más entre los romanos hasta convertirse en la religión oficial del Imperio romano y sus sucesores, y luego fue predicado a través de toda Europa (y también por misioneros y predicadores exportados por el colonialismo europeo en épocas posteriores).
Una situación similar se da con el budismo, tras la conversión del emperador indio Asoka del Imperio Maurya, quien envió misioneros budistas a Roma, Egipto, Afganistán, China, Sri Lanka y el Sudeste Asiático. El budismo llegaría a convertirse en la religión predominante desde Afganistán hasta Japón, aun cuando luego el islam le quitaría terreno especialmente en el Indostán. 
El Islam, surgido en Arabia mediante las prédicas del Profeta Mahoma, en poco tiempo se convertiría en un potente Imperio islámico que se extendió por todo Medio Oriente, el Norte de África y gran parte de Asia, y luego se extendería desde la península ibérica hasta Indonesia. 

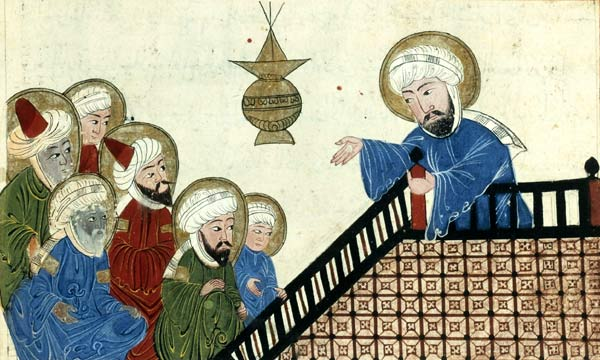
Ilustración del de una copia de un manuscrito de Al-Biruni que representa a Mahoma predicando el Corán en La Meca.

En general, las religiones universales son predicadoras y misioneras aunque este proselitismo puede variar desde un nivel discreto hasta uno activo. Casi todas las religiones surgidas recientemente son universales y abiertas a personas de todas las razas, naciones, etnias y países del mundo (ejemplo, el bahaísmo, la Wicca, la New Age, etc.), y en algunos casos incluso son activamente proselitistas (testigos de Jehová, mormones, hare krishnas).